# George Edgar Vincent

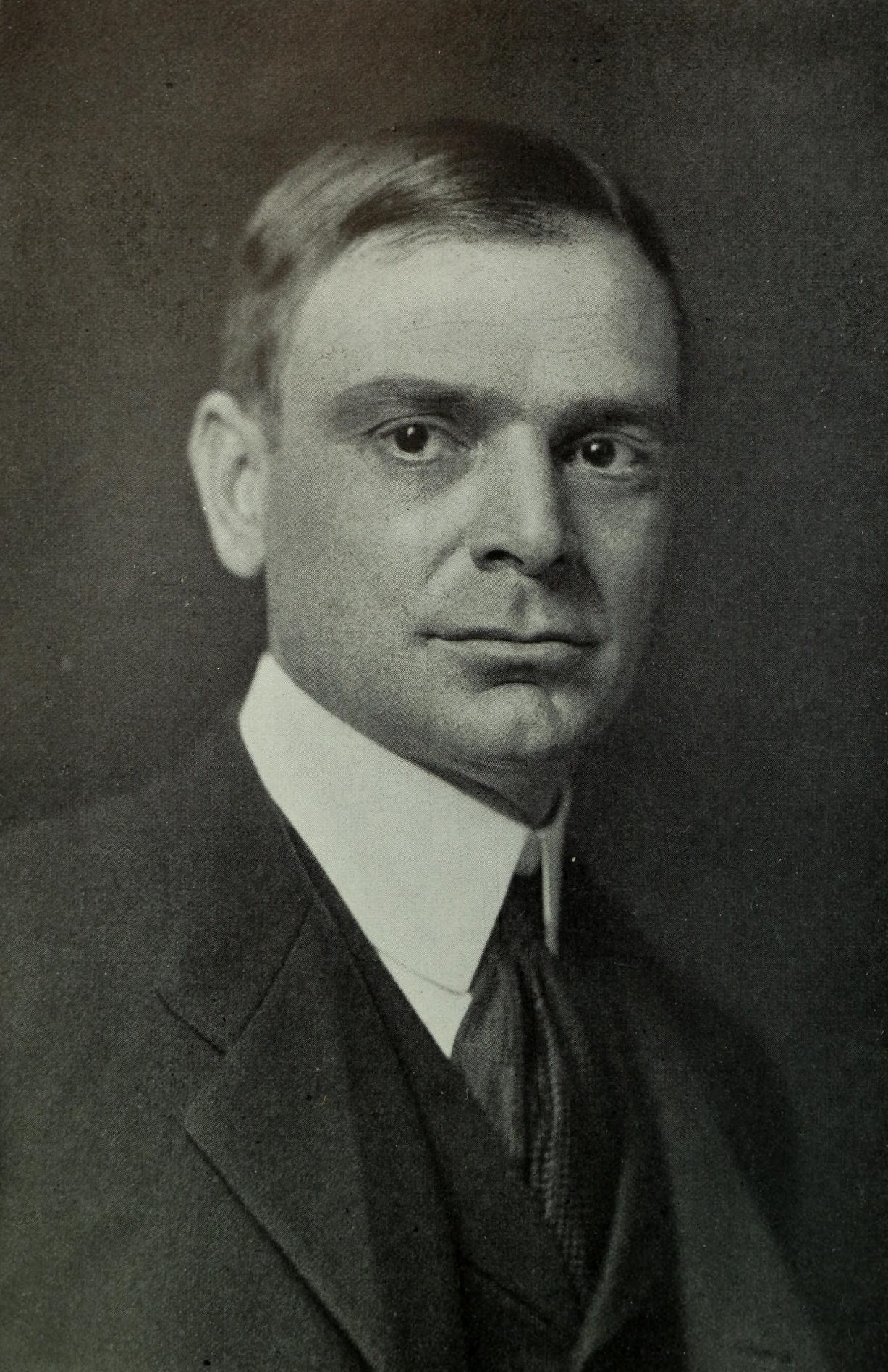
George Edgar Vincent

George Edgar Vincent (* 21. März 1864 in Rockford, Illinois; † 2. Februar 1941) war ein US-amerikanischer Soziologe und 6. Präsident der American Sociological Association. Er war der weltweit erste Fellow an einem soziologischen Institut.
Der Sohn eines Bischofs und Kirchengründers erwarb den Bachelor-Abschluss nach einem Studium an der Yale University. 1892 wurde er Fellow am weltweit ersten Soziologie-Institut an der University of Chicago, die im selben Jahr gegründet worden war. Er schloss sein Studium 1896 mit der Promotion ab, Doktorvater war Albion Woodbury Small. Der Titel seiner Dissertation lautete: Social Mind and Education.
Bereits 1894 hatte er gemeinsam mit Small das weltweit erste Lehrbuch der Soziologie publiziert.
Ab 1904 war Vincent Soziologie-Professor an der University of Chicago, 1911 wechselte er an die University of Minnesota, deren Präsident er wurde.